# Eriococcus amomidis
Eriococcus amomidis är en insektsart som beskrevs av Gómez-menor Ortega 1935. Eriococcus amomidis ingår i släktet Eriococcus och familjen filtsköldlöss.
Artens utbredningsområde är Dominikanska republiken. Inga underarter finns listade i Catalogue of Life.